# تصویر تولیدشده توسط کامپیوتر
تصویری که کامپیوتر آن را تولید میکند (انگلیسی: Computer-Generated Imagery) (به اختصار: سی‌جی‌آی؛CGI) کاربرد گرافیک رایانه‌ای برای ایجاد یا تهیه تصاویر در هنر دیجیتال، رسانه‌های چاپی، فیلم‌ها، برنامه‌های تلویزیونی، فیلم‌های کوتاه، تبلیغات، ویدیوها و شبیه‌ساز کامپیوتری است. صحنه‌های بصری ممکن است پویا یا استاتیک باشند و ممکن است دو بعدی باشد (2D)، اگرچه واژه «انیمیشن» عموماً برای اشاره به گرافیک رایانه‌ای سه‌بعدی (3D) که برای ایجاد صحنه‌ها یا جلوه‌های ویژه در فیلم‌ها و تلویزیون استفاده می‌شود، به کار می‌رود.